# Brook Highland
Brook Highland statisztikai település az USA Alabama államában, Shelby megyében. Lakosainak száma 7406 fő (2020. április 1.).

## Népesség
A település népességének változása:

| 2010 | 6 746 |
| 2020 | 7 406 |